# Давыдов, Иван Дмитриевич Голочел
Иван Дмитриевич Давыдов по прозвищу Голочел — воевода на службе у московского князя Василия III.
Дворянин из рода Давыдовых-Морозовых — VII колено от Михаила Прушанина. Пятый из семерых сыновей Дмитрия Давыдовича Морозова. Имел одного сына — Бориса.
Летом 1522 года из-за угрозы нападения крымских татар послан из Коломны в Рязань воеводой.